# Ziegelhütte (Lehrberg)
Ziegelhütte (fränkisch: Zieglhiddn) ist ein Gemeindeteil des Marktes Lehrberg im Landkreis Ansbach (Mittelfranken, Bayern). Ziegelhütte liegt in der Gemarkung Lehrberg.

## Geografie
Der Weiler liegt am Dutzendklingengraben, einem linken Zufluss der Fränkischen Rezat. 1 km östlich erhebt sich der Kümmelberg (466 m ü. NHN). Eine Gemeindeverbindungsstraße führt nach Lehrberg (0,6 km südlich) bzw. an der See- und Walkmühle vorbei nach Ballstadt (2 km nordöstlich).

## Geschichte
Der Ort wurde 1400 als „auf dem Zigelhofe“ erstmals urkundlich erwähnt.
Gegen Ende des 18. Jahrhunderts gehörte Ziegelhütte zur Realgemeinde Lehrberg. Das Anwesen hatte das brandenburg-ansbachische Vogtamt Birkenfels als Grundherrn. Unter der preußischen Verwaltung (1792–1806) des Fürstentums Ansbach erhielt die Ziegelhütte die Hausnummer 100 des Ortes Lehrberg. Von 1797 bis 1808 unterstand der Ort dem Justiz- und Kammeramt Ansbach.
Im Rahmen des Gemeindeedikts wurde die Ziegelhütte dem 1808 gebildeten Steuerdistrikt Lehrberg und der 1811 gegründeten Ruralgemeinde Lehrberg zugeordnet. Die Ziegelhütte ist mittlerweile als Teil der Ballstadter Straße des Gemeindeteils Lehrberg aufgegangen.

## Einwohnerentwicklung
| Jahr      | 001836 | 001840 | 001861 | 001871 | 001885 | 001900 | 001925 | 001950 | 001961 | 001970 | 001987 |
| Einwohner | 16     | 3      | *      | 9      | 17     | 20     | 5      | 14     | 6      | 15     | *      |
| Häuser    | 3      | 1      |        |        | 3      | 3      | 1      | 3      | 1      |        | *      |
| Quelle    | [ 10 ] | [ 11 ] | [ 12 ] | [ 13 ] | [ 14 ] | [ 15 ] | [ 16 ] | [ 17 ] | [ 18 ] | [ 19 ] | [ 20 ] |

## Religion
Der Ort ist seit der Reformation evangelisch-lutherisch geprägt und bis heute nach St. Margaretha (Lehrberg) gepfarrt. Die Einwohner römisch-katholischer Konfession waren zunächst nach St. Ludwig (Ansbach) gepfarrt, seit 1970 ist die Pfarrei Christ König (Ansbach) zuständig.